# Tadeusz Ostrowski (architekt)
Tadeusz Roman Ostrowski (ur. 21 stycznia 1931 w Wilnie, zm. 15 listopada 2012 w Szczecinie) – polski architekt związany z powojennym Szczecinem.

## Życiorys
Tadeusz Ostrowski urodził się w rodzinie Jana (do 1939 urzędnik) i Heleny z d. Snigunowicz (nauczycielka) Małą maturę zdał w Liceum Ogólnokształcącym w Chojnicach, a maturę w klasie przyrodniczej II Liceum Ogólnokształcącego im. Mieszka I w Szczecinie. Po maturze przez rok pracował jako magazynier, kontysta i kasjer w różnych szczecińskich firmach. Studia inżynierskie rozpoczął w 1951 na Wydziale Architektury Szkoły Inżynierskiej w Szczecinie i po roku przeniósł się na Wydział Architektury Politechniki Gdańskiej. W 1957 za pracę Młodzieżowy dom kultury (promotor: doc. mgr inż. W. Rembiszewski) otrzymał dyplom magistra inżyniera architekta. W latach 1965-1967 ukończył studia podyplomowe planowania przestrzennego na Politechnice Szczecińskiej, zaliczając je pracą Centrum Szczecina – niektóre problemy jego współczesnego i przyszłego rozwoju.
Został pochowany 21 listopada 2012 na Cmentarzu Centralnym w Szczecinie (kw. 45B-7-6).

## Praca zawodowa i organizacyjna
Od 1957 aż do emerytury pracował w szczecińskim „Miastoprojekcie”, gdzie przeszedł przez wszystkie szczeble awansowania od stanowiska asystenta aż do kierownika pracowni. Dodatkowo był konsultantem, sprawdzającym, kierownikiem zespołu sprawdzającego w różnych innych biurach projektowych w Szczecinie.
Aktywnie działał w Stowarzyszeniu Architektów Polskich (SARP), do którego należał od 1957 do emerytury. W latach 1963–1965 sprawował urząd wiceprezesa zachodniopomorskiego oddziału SARP, a następnie w latach 1965–1967 przewodniczącego sądu koleżeńskiego. W latach 2002–2011 należał do Zachodniopomorskiej Okręgowej Izby Architektów Rzeczypospolitej Polskiej.
Był autorem wielu opinii i ekspertyz opracowywanych w ramach zleceń. Uprawnienia zawodowe zdobył 16 listopada 1963, uprawnienia rzeczoznawcy budowlanego wydane 14 grudnia 1976 przez Urząd Wojewódzki w Szczecinie, ZG SARP 6 grudnia 1976, PZITB - 2 grudnia 1985.

## Wybrane projekty[2][1]
- bloki mieszkalne przy pl. Grunwaldzkim 1-2 i 3-4 w Szczecinie (budowa 1963–1965)[4]
- blok mieszkalny przy ul. Wielkopolskiej 43a-43c w Szczecinie (budowa 1971)[4]
- bloki mieszkalne przy ul. Podhalańskiej 1-3 i 4-6 w Szczecinie
- blok mieszkalny przy pl. Kilińskiego 1-1B w Szczecinie (budowa 1961–1963)[4]
- Hotel „Orbis-Neptun” w Szczecinie (budowa 1985) (wsp. J. Bogdalski)[2]
- budynek przy Al. Wyzwolenia 30-44 „Mrówkowiec” (wsp. Henryk Nardy, Maciej Prauziński)[5]
- pawilon „Chemii” przy obecnej ulicy Rayskiego
- osiedle mieszkaniowe „Reda” w Szczecinie
- Hala widowiskowo-sportowa w Goleniowie
- wieżowiec typu G-15 (1966)[6]

## Zdjęcia

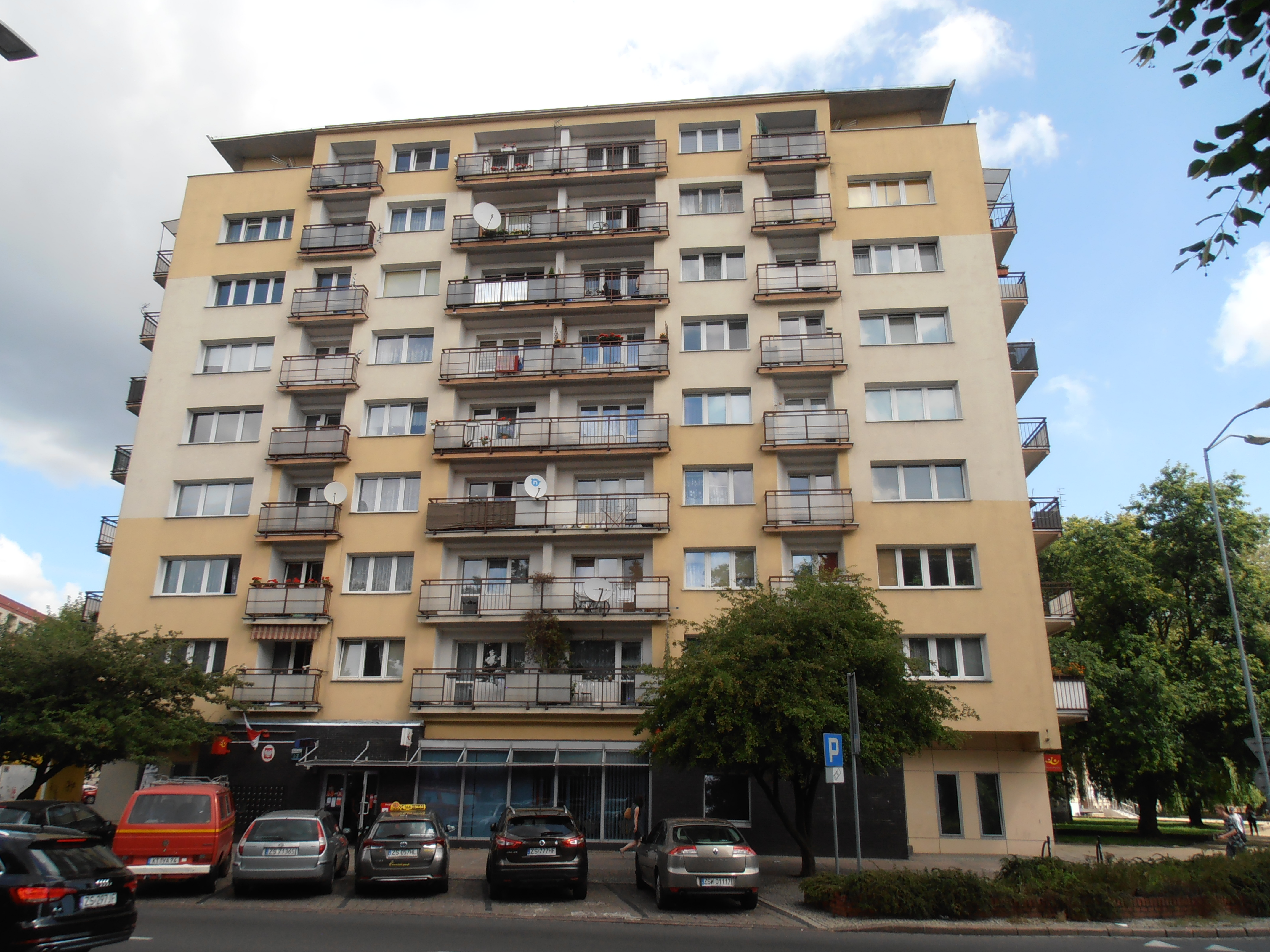
Wieżowiec, pl. Grunwaldzki 1-2
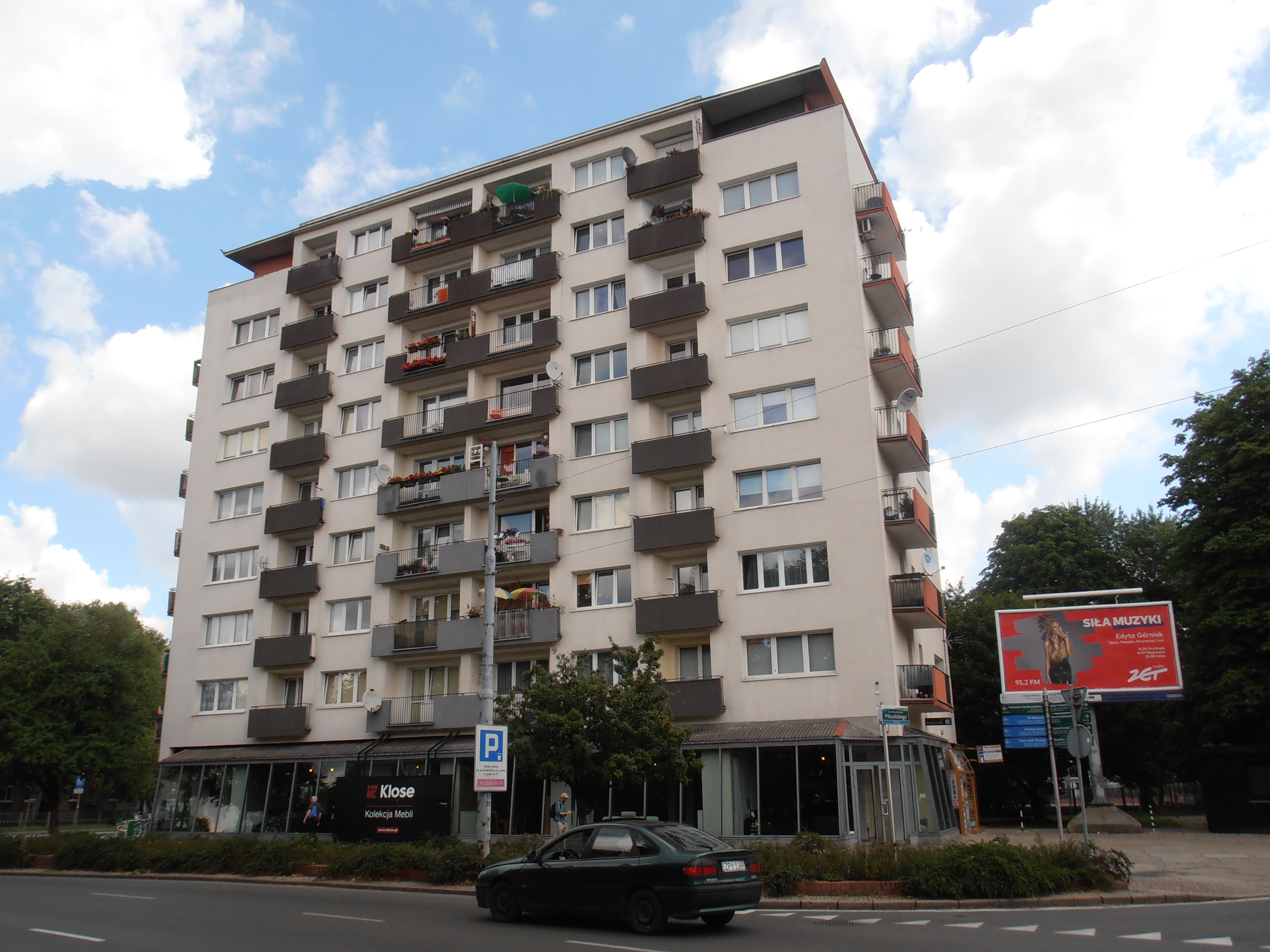
Wieżowiec, pl. Grunwaldzki 3-4
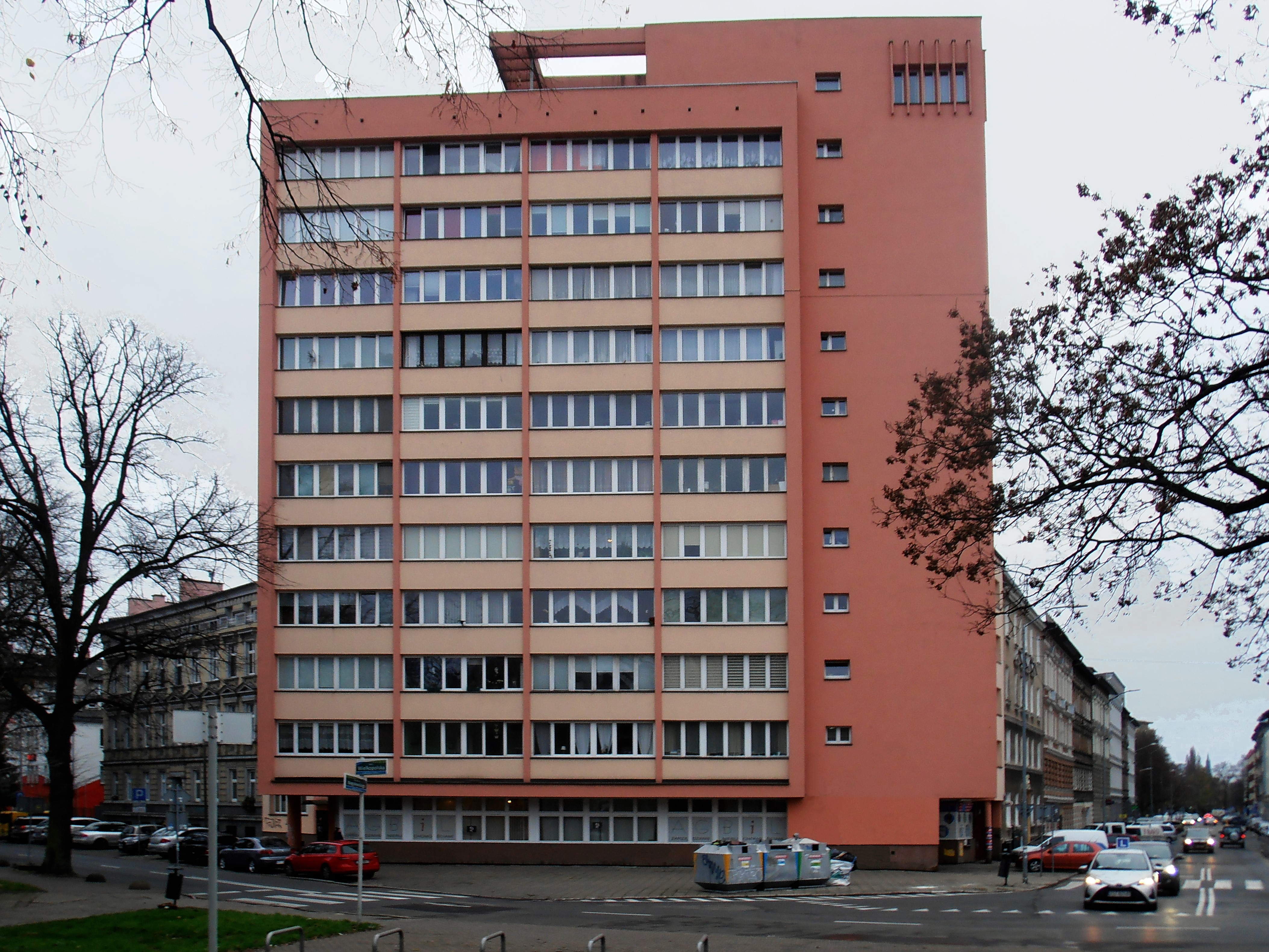
Wieżowiec, ul. Wielkopolska 43a-43c
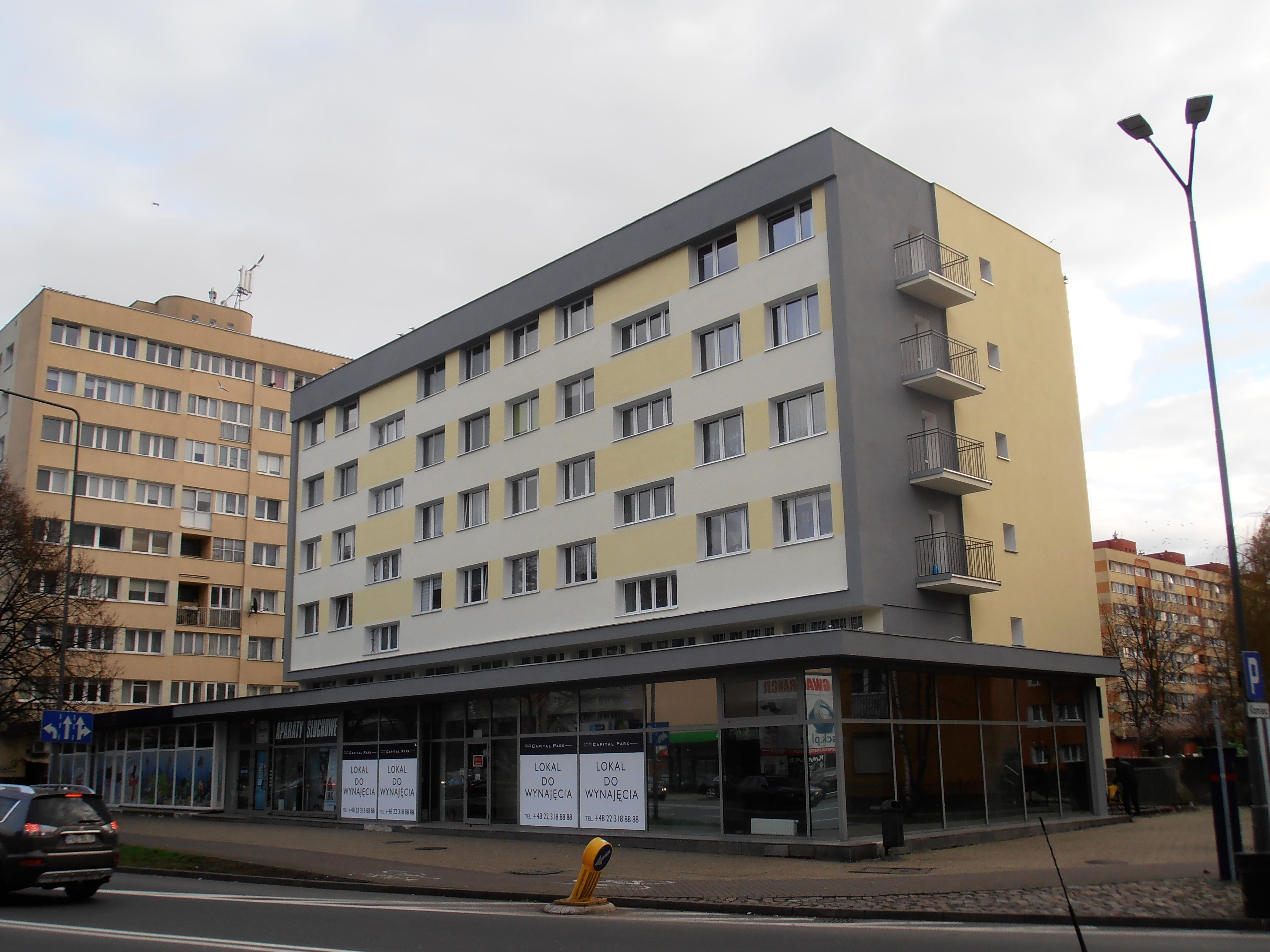
Blok, ul. Rayskiego 40
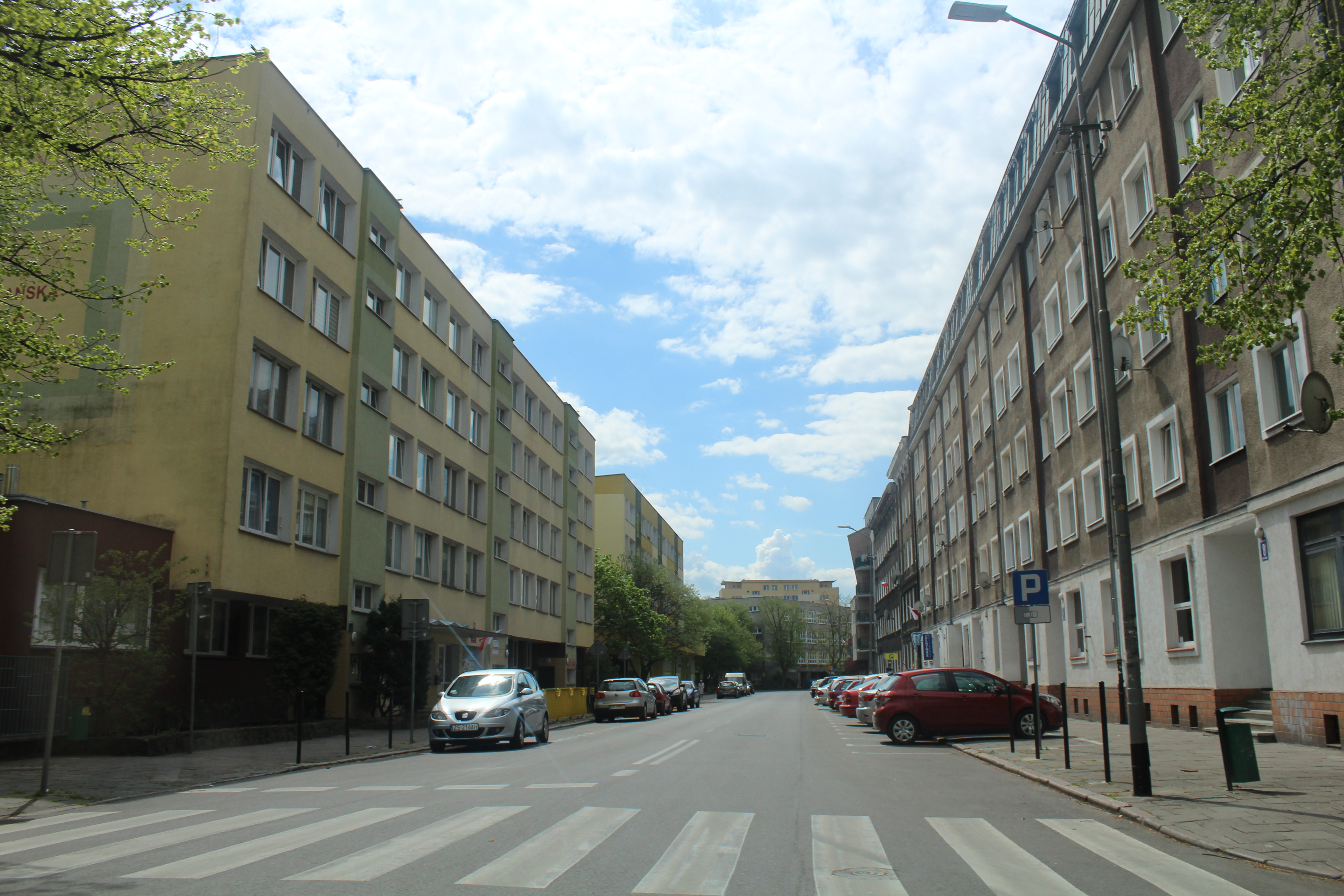
Bloki, ul. Podhalańska 1-3 i 4-6 (po lewej)

## Odznaczenia[1]
- Złoty Krzyż Zasługi (1978)
- Odznaka Honorowa Gryfa Pomorskiego (1966)
- Srebrna i Złota Odznaka Stowarzyszenia Architektów Polskich (1966, 1985)
- Medal 30-lecia Polski Ludowej (1974)
- Złota Odznaka „Zasłużony dla Budownictwa” (1974)
- Złota Honorowa Odznaka Towarzystwa Przyjaciół Szczecina (1977)
- status twórcy

## Nagrody i wyróżnienia
- Mister Szczecina'65 za wieżowce przy pl. Grunwaldzkim
- Mister Szczecina'71 za wieżowiec przy ul. Wielkopolskiej[4]